# Daughter
Daughter ist eine englische Indie-Folk-Band, die 2010 in London gegründet wurde. Aus einem anfänglichen Solo-Projekt von Elena Tonra entstand ein Trio, indem der Gitarrist Igor Haefeli und der Schlagzeuger Remi Aguilella beitraten.

## Geschichte
2013 wurde am 18. März das erste Album der Band, If You Leave, veröffentlicht. Es erreichte Platz 16 in den britischen Albumcharts und Platz 88 in den deutschen Charts. Am 16. Januar 2016 erschien das zweite Album Not To Disappear, ebenso wie sein Vorgänger auf dem Label 4AD. Doing The Right Thing war die erste Single. Im September 2017 betrat die Band neue Wege und veröffentlichte auf digitalem Wege einen Soundtrack für das 3D-Adventure Life Is Strange: Before The Storm unter dem Titel Music from Before The Storm. Zum Record Store Day 2018 erschien der Soundtrack als LP in einer auf 2.000 Exemplare limitierten Pressung.

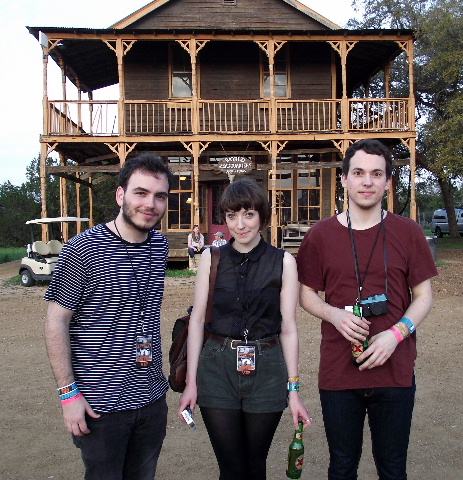

Der Stil von Daughter wurde vom Musikexpress als „Zeitlupen- und Leerstellenpop“ ähnlich wie The XX beschrieben, wobei aber „das Arrangement tief hinein in den Märchenwald des Daughter-Labels 4AD führt“, wie etwa bei den Cocteau Twins.
Im November 2018 kündigte Sängerin Elena Tonra ihr Solo-Debütalbum mit dem Namen Ex:Re an. Am 26. November wurde die erste Single des Albums mit dem Namen Romance auf Youtube veröffentlicht. Das nach dem Projekt benannte Album erschien Anfang Februar 2019 und erreichte Platz 88 in den britischen Charts.
Nach mehrjähriger Pause meldete sich die Band am 9. Januar 2023 mit einem neuen Song zurück. Be on your way war dabei der erste Vorbote auf das dritte Studioalbum Stereo Mind Game, das im April 2023 erschien.

## Diskografie

### Alben
- 2013: If You Leave[10] (Studioalbum, 4AD)
- 2016: Not to Disappear (Studioalbum, 4AD)
- 2017: Music from Before the Storm (Soundtrack, 4AD)
- 2023: Stereo Mind Game (Studioalbum, 4AD)

### EPs
- 2010: Demos EP
- 2011: His Young Heart EP
- 2011: The Wild Youth EP (Communion Records)
- 2014: 4AD Session EP[11]

### Singles
- 2012: Smother (4AD)
- 2013: Human (4AD)
- 2013: Youth (4AD, UK: Platin)
- 2015: Doing the Right Thing (4AD)
- 2015: Numbers (4AD)
- 2023: Be on your Way (4AD)
- 2023: Party (4AD)

## Auszeichnungen für Musikverkäufe
| Silberne Schallplatte - Vereinigtes Königreich - 2023: für das Lied Medicine Goldene Schallplatte - Dänemark - 2024: für die Single Youth |

Anmerkung: Auszeichnungen in Ländern aus den Charttabellen bzw. Chartboxen sind in ebendiesen zu finden.
| Land/RegionAuszeichnungen für Musikverkäufe (Land/Region, Auszeichnungen, Verkäufe, Quellen) | Silber  | Gold     | Platin  | Verkäufe | Quellen   |
| -------------------------------------------------------------------------------------------- | ------- | -------- | ------- | -------- | --------- |
| Dänemark (IFPI)                                                                              | —       | Gold1    | —       | 45.000   | ifpi.dk   |
| Vereinigtes Königreich (BPI)                                                                 | Silber1 | Gold1    | Platin1 | 900.000  | bpi.co.uk |
| Insgesamt                                                                                    | Silber1 | 2× Gold2 | Platin1 |          |           |